# Maestro de ceremonias (circo)

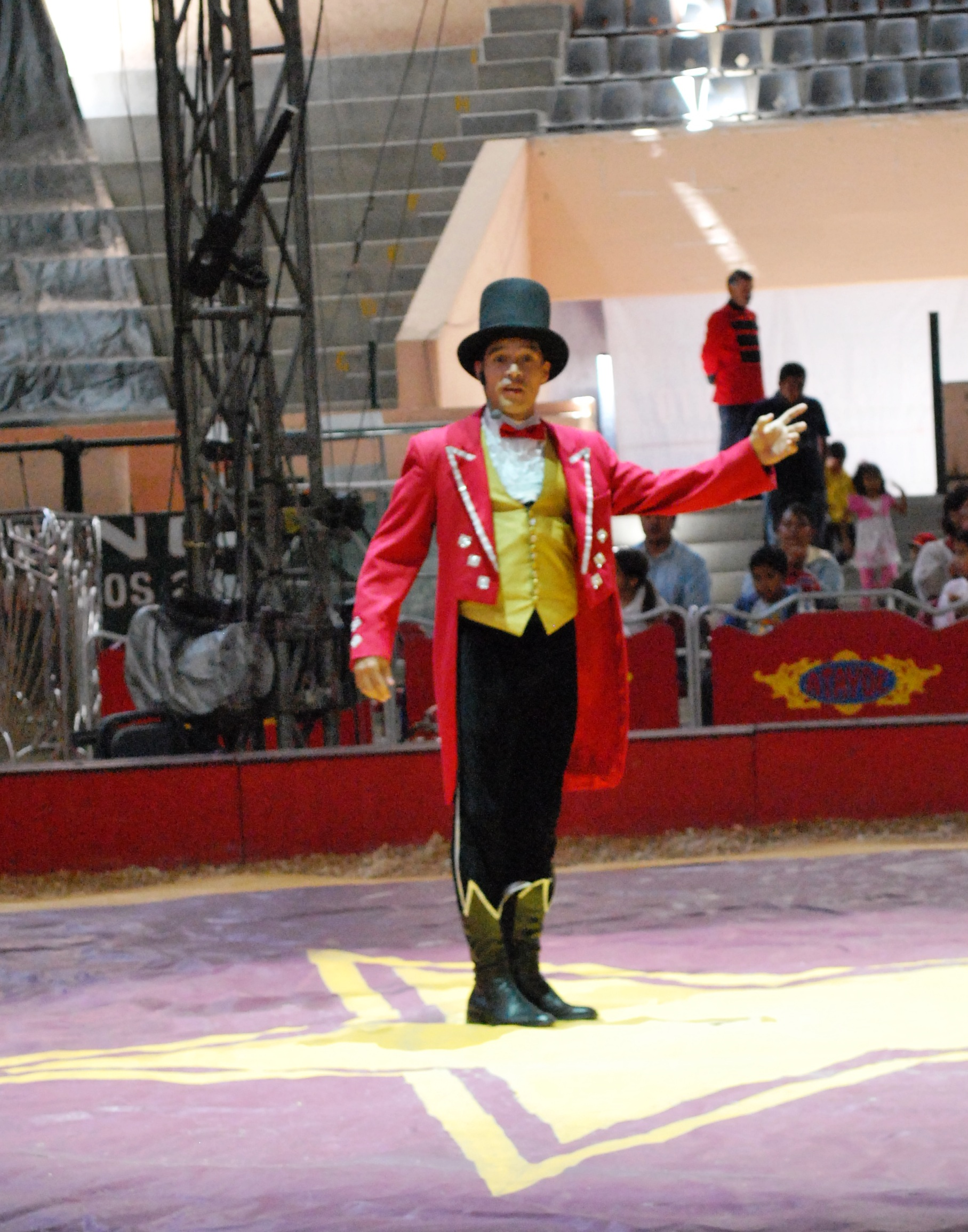
Jefe de pista

El maestro de ceremonias, también llamado jefe de pista, es el actor más visible en el circo clásico, y entre los más importantes, ya que en el escenario gestiona el rendimiento, presenta los diferentes números y guía al público a través de la experiencia de entretenimiento. En los circos más pequeños, el maestro de ceremonias suele ser el propietario y director artístico del circo. Muchos maestros de ceremonias hoy en día se convierten en una parte integral de la actuación, cantando y bailando junto con los otros artistas.
La tradicional línea de apertura de muchos circos es la frase Señoras y señores, niños y niñas de todas las edades..., elaborada en forma dramática. En los días previos a los modernos equipos de iluminación, el trabajo del maestro de ceremonias era, literalmente, atraer la atención del público a las secciones correspondientes del área de actuación, mientras el número anterior estaba siendo desmontado o el siguiente se estaba montando en otra área. La mayoría de las actuaciones se realizaban en silencio acompañadas de música de viento. Por lo tanto, la voz potente del maestro de ceremonias era importante ya que servía para anunciar con emoción el siguiente número.
Tradicionalmente, el trabajo del maestro de ceremonias consiste en crear un sentido de hipérbole cuando es posible, en la presentación de los números. Declaraciones como el más grande, el más peligroso, increíble, espectacular, y expresiones similares son comunes, sin importar el calibre real de la actuación.
El maestro de ceremonias es responsable de mantener la fluidez del show - o por lo menos una parte del mismo. En ocasiones, puede ser llamado a hacer tiempo hablando o bromeando con un payaso si un número no está listo para su entrada.

## Uniforme
Un maestro de ceremonias está vestido tradicionalmente con una brillante y llamativa chaqueta de frac - a menudo de color rojo con ribete dorado - con un sombrero de copa. El equipo está diseñado para parecerse a un traje típico de caballero del siglo XIX, y a menudo incluye un látigo, una reliquia de cuando el maestro de ceremonias dirigía la actuación, no como locutor y presentador, sino como director de los muchos actos ecuestres, como especialista regidor.
En general se acepta que este traje fue adoptado por primera vez por George Claude Lockhart por orden de Bertram Mills en 1928, cuando Lockhart trabajó como maestro de ceremonias para su circo Olympia, en Londres.